# لشعاب (ردفان)

تعديل مصدري - تعديل

لشعاب هي إحدى قرى عزلة الحبيلين بمديرية ردفان التابعة لمحافظة لحج، بلغ تعداد سكانها 76 نسمة حسب تعداد اليمن لعام 2004.